# Carolina de Nassau-Usingen
Carolina Polyxena de Nassau-Usingen (en alemany Karoline Polyxene von Nassau-Usingen) va néixer a Biebrich el 4 d'abril de 1762 i va morir a Rumpenheim el 17 d'agost de 1823. Era filla de Carles Guillem de Nassau-Usingen (1735-1803) i de Carolina de Leiningen-Dachsburg-Heidesheim (1734-1810).

## Matrimoni i fills
El 2 de desembre de 1786 es va casar a Biebrich amb Frederic de Hessen (1747-1837), fill de Frederic II de Hessen-Kassel (1720-1785) i de la princesa Maria de Hannover (1723-1772). El matrimoni va tenir vuit fills: 
- Guillem (24 de desembre de 1787 - 5 de setembre de 1867), casat amb Lluïsa Carlota de Dinamarca (1789-1864), i pare de Lluïsa de Hessen-Kassel dona del rei Cristià IX de Dinamarca.
- Carles Frederic (9 de març de 1789 - 10 de setembre de 1802).
- Frederic Guillem (24 d'abril de 1790 - 25 d'octubre de 1876).
- Lluís Carles (12 de novembre de 1791 - 12 de maig de 1800).
- Jordi Carles (14 de gener de 1793 - 4 de març de 1881).
- Lluïsa Carolina (9 d'abril de 1794 - 16 de març de 1881).
- Maria (21 de gener de 1796 - 30 de desembre de 1880), casada amb el Gran Duc Jordi de Mecklenburg-Strelitz (1779-1860).
- Augusta (25 de juliol de 1797 - 6 d'abril de 1889), casada amb el príncep Adolf de Cambridge (1774-1850)